# Sceloenopla serraticornis
Sceloenopla serraticornis es una especie de insecto coleóptero de la familia Chrysomelidae. Fue descrita científicamente en 1792 por Johan Christian Fabricius.